# Umkomasia
Umkomasia — рід насінних папоротей родини Corystospermaceae, що існував впродовж тріасового періоду. Названий на честь річки Умкомазі в ПАР, в долині якої знайдено рештки типового виду.

## Поширення
Скам'янілі рештки представників роду знайдені в Австралії та Південній Африці.

## Скам'янілості
Рід описаний з генеративних органів. Ймовірно, Umkomasia з родами Pteruchus, який описаний з решток пиляків, та Dicroidium, що відомий з відбитків листя, належать до одного таксона.

## Оригінальна публікація
- H. H. Thomas. 1933. On some pteridospermous plants from the Mesozoic rocks of South Africa. Philosophical Transactions of the Royal Society of London 222B:193-265

| Цератопс | Це незавершена стаття з палеонтології. Ви можете допомогти проєкту, виправивши або дописавши її. |